# Гуление
Гуление (от глагола гу́лить) — стадия доречевого развития ребёнка, следующая за криком и предшествующая лепету. Продолжается примерно с 2—3 до 5—7 месяцев жизни ребёнка.
Представляет собой протяжные негромкие певучие звуки или слоги — как правило, это цепочки гласных, близких к /а/, /у/, /ы/, часто в сочетании с согласными /г/, /м/. Начальный период гуления иногда обозначают как «гуканье», это более короткие и отрывистые вокализации (типа /гу/, /бу/, /га/, /у/, /ка/). Более поздний период гуления (ближе к 4 месяцам) называют «свирель», это произнесение цепочки звуков каскадом.
Гуление имеет спонтанный характер и проявляются у ребёнка в состоянии спокойного бодрствования, чаще всего в присутствии взрослых; нередко сопровождается улыбкой и первым смехом.
У разных народов дети гулят практически одинаково, независимо от языкового окружения. Однако, как показывают экспериментальные исследования, уже к 6 месяцам звуки, произносимые детьми, начинают напоминать именно звуки их родного языка. Глухие дети также проходят стадию гуления (и начальную стадию лепета).